# Mesanthura brasiliensis
Mesanthura brasiliensis är en kräftdjursart som beskrevs av Koening 1980. Mesanthura brasiliensis ingår i släktet Mesanthura och familjen Anthuridae. Inga underarter finns listade i Catalogue of Life.